# ドゥーノ
ドゥーノ（伊: Duno）は、イタリア共和国ロンバルディア州ヴァレーゼ県にある、人口約100人の基礎自治体（コムーネ）。

## 地理

### 位置・広がり

#### 隣接コムーネ
隣接するコムーネは以下の通り。
- ブリッサーゴ＝ヴァルトラヴァーリア
- カザルツイーニョ
- カッサーノ・ヴァルクーヴィア
- クヴェーリオ
- メゼンツァーナ
- ポルト・ヴァルトラヴァーリア

### 地震分類
イタリアの地震リスク階級 (it) では、4 に分類される
。